# 阿莱斯
阿莱斯（法語：Alès，法語：[alɛs] ⓘ），法国东南部城市，奥克西塔尼大区加尔省的一个市镇，同时也是该省的一个副省会，下辖阿莱斯区，其市镇面积为23.2平方公里，2022年1月1日时人口数量为45,025人，是该省人口第二多的市镇，在法国城市中排名第185位。
阿莱斯位于加尔省北部，塞文山脉脚下，是一个重要的工商业中心，常被认为是塞文山地区的首府。阿莱斯因同名围城战和同名和约而闻名，近代则因塞文山煤矿的开采而聚集了大量人口，成为重要的工业城市。

## 地名来源

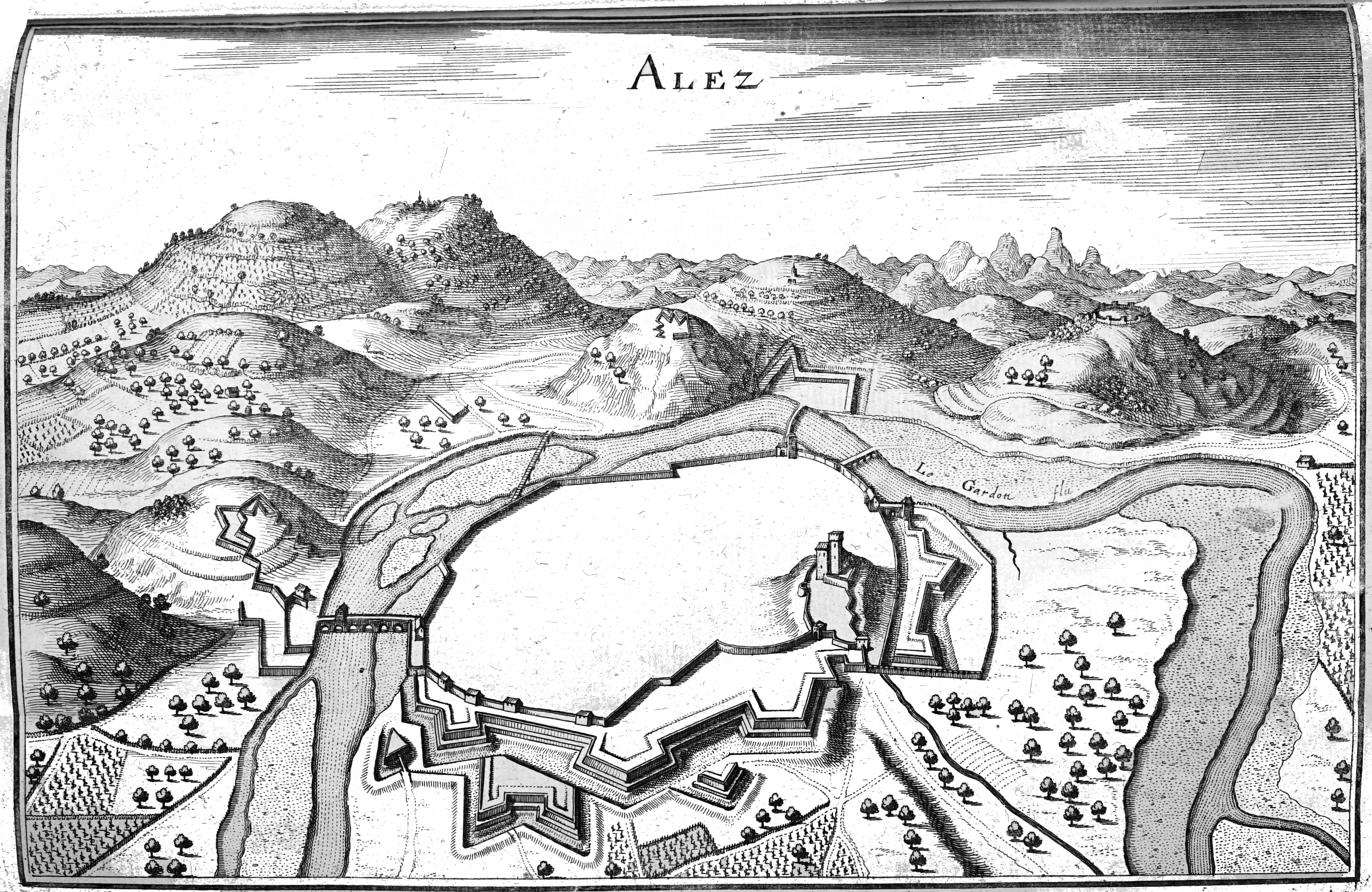
中世纪末的阿莱斯

“阿莱斯”一名出现于中世纪，具体含义不详，其最初的形式为。

## 历史
阿莱斯中世纪时长期为一个普通的村落，为昂迪兹家族的一处领地。当地的领主雷蒙·佩莱（Raymond Pelet）曾参与克莱芒会议。1165年，阿莱斯出现了一处城堡。16世纪末，阿莱斯落入蒙莫朗西家族手中。17世纪20年代，居住于塞文山脚下的胡格诺派发起了多此反抗。1629年6月17日，法兰西国王路易十三在此展开阿莱斯围城战以镇压胡格诺激进派教徒并取得成功，6月28日，双方签订《阿莱斯和约》，胡格诺派的军事设施被拆除，法兰西皇室也表示会维护《南特敕令》的相关条令。1689年，阿莱斯城堡建成。18世纪时，阿莱斯附近了煤炭资源，同时还出现了玻璃厂。19世纪中后期，随着途径阿莱斯的铁路线建成通车，阿莱斯成为重要的煤炭能源工业城市，人口数量快速上升，至20世纪60年代初达到巅峰。1948年，阿莱斯及法国北方多个矿区的工人因不满其薪资待遇而举办大罢工，后被武力镇压。20世纪60年代中后期，当地的煤炭产量因国际能源竞争而逐渐下降，20世纪80年代末已基本放弃。

## 地理

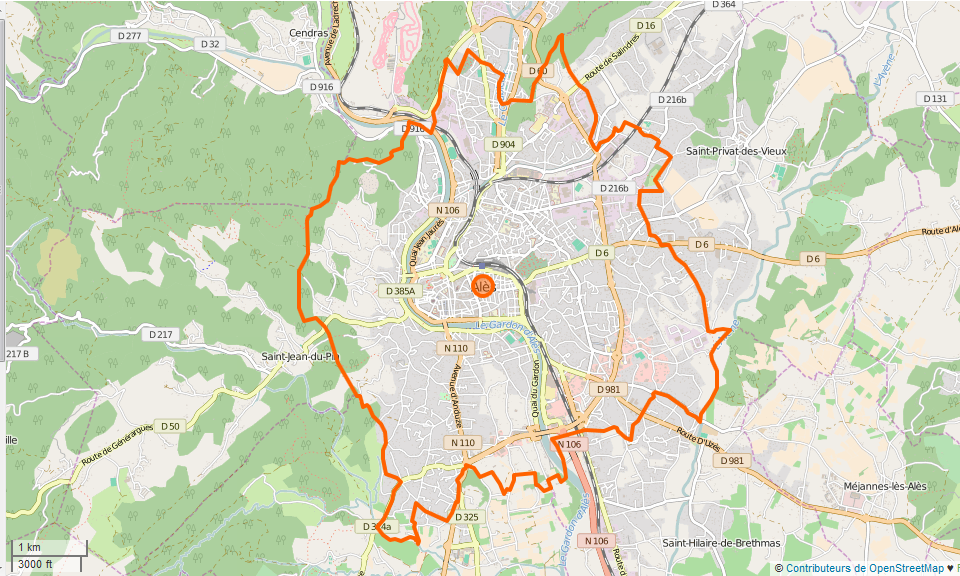
阿莱斯市镇范围地图

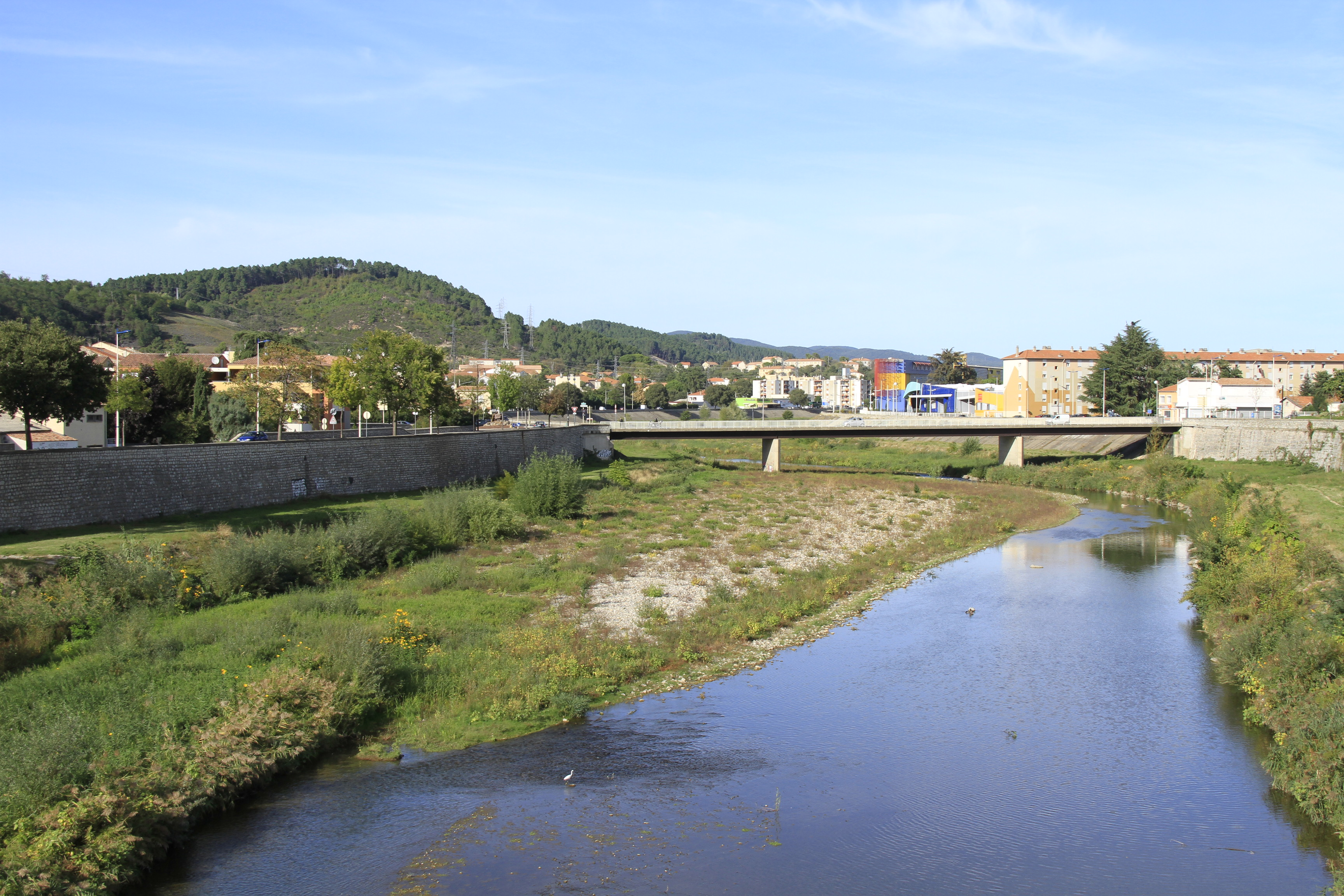
阿莱斯加尔东河

阿莱斯位于法国东南部，奥克西塔尼大区东部和加尔省北部，距离省会尼姆大约43公里。与阿莱斯接壤的市镇包括：桑德拉斯、圣克里斯托尔-莱萨莱斯、圣伊莱尔-德布雷特马斯、圣让迪潘、圣马丹-德瓦尔加尔格、圣普里瓦德维约。

### 地形
阿莱斯位于塞文山脉山脚下，市区地形相对平坦，而市区西侧则为塞文山，全境海拔在116到356米之间。

### 水文
阿莱斯加尔东河自北向东南呈“L”型流经境内，该河是加尔东河的支流，属于罗讷河水系。

### 植被
阿莱斯属于亚热带硬叶林区，市区内的主要林地分布于科隆比耶公园（Parc du Colombier）以及塞文山上。

### 气候
阿莱斯在柯本气候分类法中属于地中海气候。2003年8月12日，当地曾出现44.1摄氏度的天气，成为彼时法国本土最高气温记录，后于2019年6月被同省南部的一个气象站刷新。
因地形因素，来自地中海的暖气团在此受阻，在冷空气影响下产生大量降水，使得当地每年秋季常出现塞文山气候，有时会引发洪涝灾害。
阿莱斯境内设有气象站，以下为该气象站的数据（其中日照数据取自尼姆）：
| 阿莱斯1981年－2019年 | 阿莱斯1981年－2019年 | 阿莱斯1981年－2019年 | 阿莱斯1981年－2019年 | 阿莱斯1981年－2019年 | 阿莱斯1981年－2019年 | 阿莱斯1981年－2019年 | 阿莱斯1981年－2019年 | 阿莱斯1981年－2019年 | 阿莱斯1981年－2019年 | 阿莱斯1981年－2019年 | 阿莱斯1981年－2019年 | 阿莱斯1981年－2019年 | 阿莱斯1981年－2019年 |
| 月份                 | 1月                  | 2月                  | 3月                  | 4月                  | 5月                  | 6月                  | 7月                  | 8月                  | 9月                  | 10月                 | 11月                 | 12月                 | 全年                 |
| -------------------- | -------------------- | -------------------- | -------------------- | -------------------- | -------------------- | -------------------- | -------------------- | -------------------- | -------------------- | -------------------- | -------------------- | -------------------- | -------------------- |
| 历史最高温 °C（°F）  | 22 (72)              | 24.1 (75.4)          | 28 (82)              | 32 (90)              | 36 (97)              | 40 (104)             | 40.5 (104.9)         | 44.1 (111.4)         | 39 (102)             | 33 (91)              | 25.4 (77.7)          | 21.5 (70.7)          | 44.1 (111.4)         |
| 平均高温 °C（°F）    | 10.9 (51.6)          | 12.4 (54.3)          | 16.3 (61.3)          | 19 (66)              | 23.5 (74.3)          | 28.1 (82.6)          | 31.8 (89.2)          | 31.1 (88.0)          | 26.1 (79.0)          | 20.1 (68.2)          | 14.4 (57.9)          | 11.1 (52.0)          | 20.4 (68.7)          |
| 日均气温 °C（°F）    | 6 (43)               | 7 (45)               | 10.2 (50.4)          | 13 (55)              | 17.1 (62.8)          | 21.2 (70.2)          | 24.4 (75.9)          | 23.8 (74.8)          | 19.5 (67.1)          | 15 (59)              | 9.6 (49.3)           | 6.6 (43.9)           | 14.5 (58.1)          |
| 平均低温 °C（°F）    | 1.1 (34.0)           | 1.6 (34.9)           | 4.2 (39.6)           | 6.9 (44.4)           | 10.7 (51.3)          | 14.2 (57.6)          | 17 (63)              | 16.6 (61.9)          | 13 (55)              | 9.8 (49.6)           | 4.8 (40.6)           | 2.1 (35.8)           | 8.5 (47.3)           |
| 历史最低温 °C（°F）  | −12.5 (9.5)          | −17.8 (0.0)          | −10 (14)             | −3 (27)              | −0.5 (31.1)          | 3 (37)               | 7 (45)               | 5 (41)               | 1.9 (35.4)           | −2.5 (27.5)          | −7.5 (18.5)          | −13 (9)              | −17.8 (0.0)          |
| 平均降水量 mm（）    | 76.8 (3.02)          | 60.9 (2.40)          | 55.2 (2.17)          | 81.9 (3.22)          | 83.3 (3.28)          | 52.6 (2.07)          | 35.2 (1.39)          | 50.8 (2.00)          | 143.6 (5.65)         | 168.2 (6.62)         | 113.1 (4.45)         | 98.5 (3.88)          | 1,020.1 (40.16)      |
| 月均日照時數         | 141.6                | 166.3                | 222.2                | 229.8                | 262                  | 311                  | 341.1                | 301.6                | 239                  | 166.6                | 147.9                | 134                  | 2,663.1              |
| 来源：infoclimat.fr  |                      |                      |                      |                      |                      |                      |                      |                      |                      |                      |                      |                      |                      |

## 行政区划
阿莱斯是法国奥克西塔尼大区加尔省的一个市镇，编号为30007，它也是加尔省的一个副省会。阿莱斯下辖阿莱斯区，管理阿莱斯第一县、第二县和第三县，同时也是阿莱斯城市圈公共社区的办公驻地。
阿莱斯市镇被划为5个街区（市中心、圣让附近、右岸、北环、怪柳），并实行街区自治制度。
法国国家统计与经济研究所（简称）在进行数据统计时，将阿莱斯及相邻的另外21个市镇设为阿莱斯城市核心区，并将包括核心区在内的周边共52个市镇划为阿莱斯城市区。同时，还将阿莱斯市镇分为了15个“块区”（IRIS），以便于统计人口分布情况。

## 交通

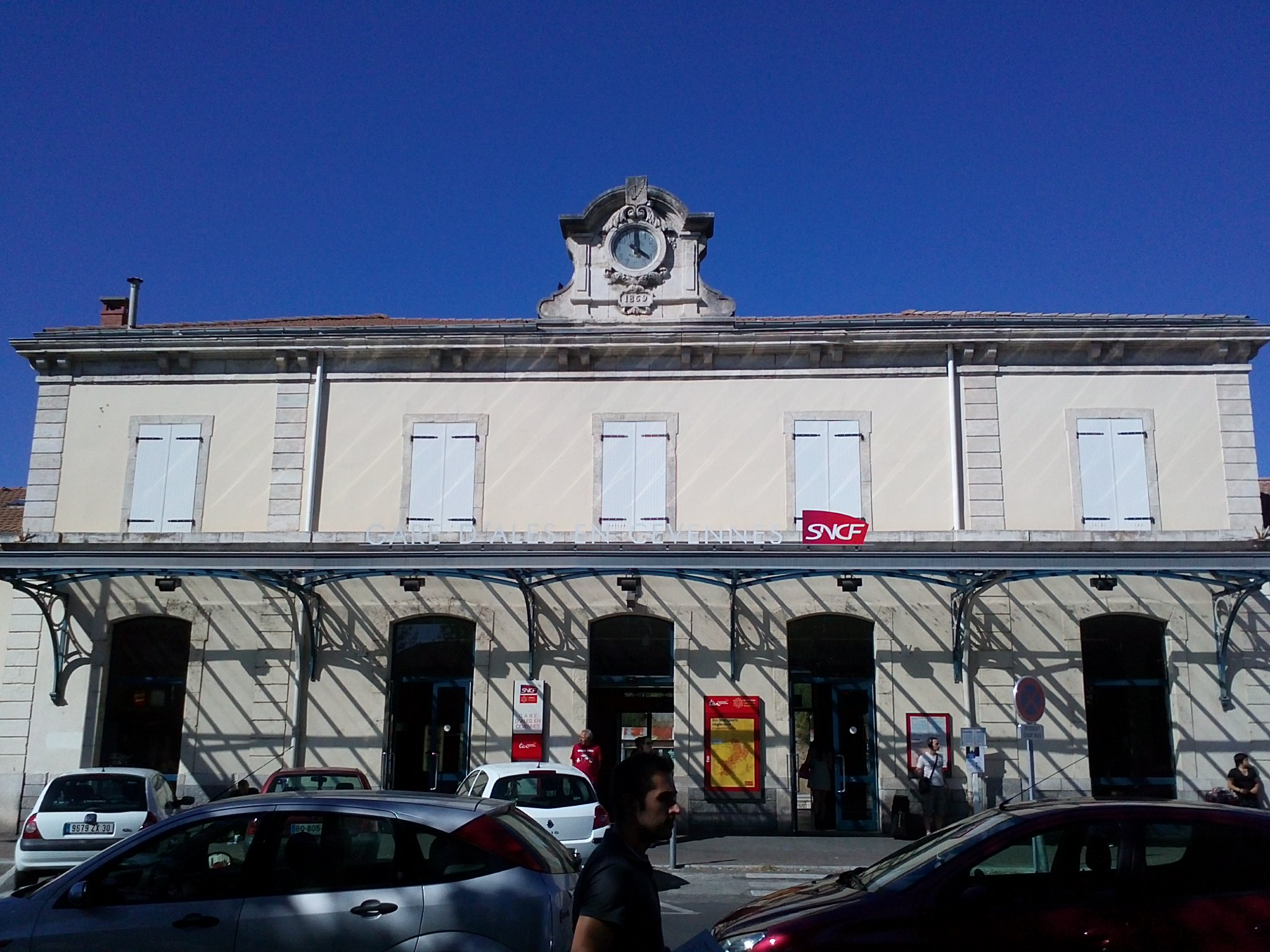
阿莱斯火车站

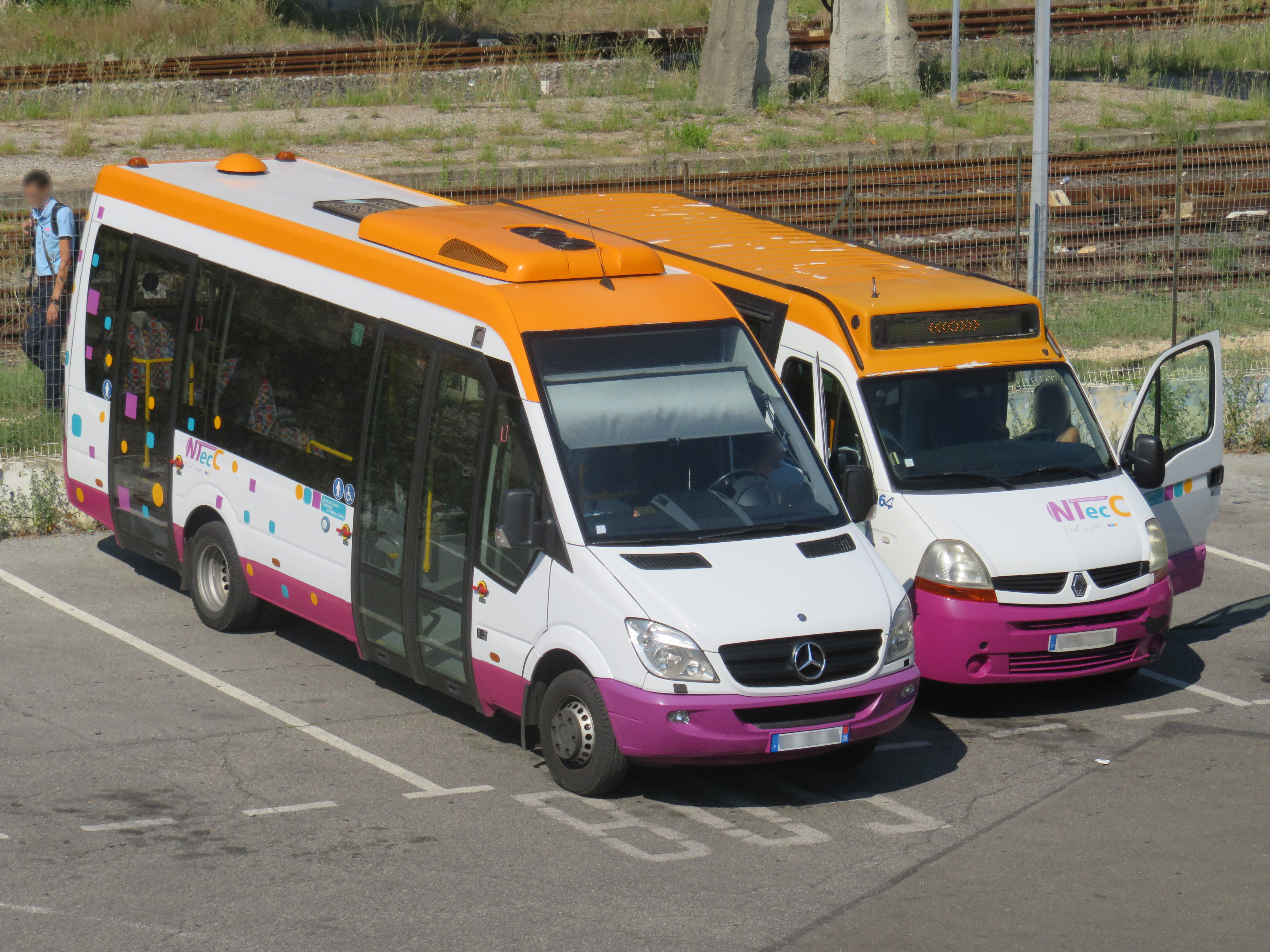
阿莱斯公交

### 公路
连接尼姆和芒德的法国国道106线经过阿莱斯市区，此外多条加尔省省道在阿莱斯境内交汇。
奥克西塔尼大区公共交通直营连接阿莱斯和贝塞日之间的城际巴士，其下属的城际客运则提供巴士线路，可前往尼姆、阿维尼翁、勒维冈和巴尔雅克四个城市，并停靠沿途大部分市镇。
2017年，64.8%的阿莱斯家庭拥有至少一辆的私人汽车。2018年，阿莱斯境内共发生各类交通事故50起，造成74人受伤。

### 铁路
阿莱斯位于圣日耳曼代福塞－尼姆铁路上，该铁路是法国东南部的重要铁路干线，在高铁建成以前曾被认作巴黎与马赛之间的第二通道组成部分。
阿莱斯站位于市区内，老城区北部，该站停靠往返于克莱蒙费朗和尼姆一线的区域列车，另有若干班次可前往芒德。

### 航空
距离阿莱斯最近的民用航空站位于尼姆，距离阿莱斯市中心的公路里程约47公里。

### 城市公共交通
阿莱斯城市公共交通（商业名称为）是当地的城市公共交通系统，由凯奥雷斯负责运营。截至2020年10月，该系统共包括各类公交线路数十条，路网覆盖了阿莱斯市区内的主要街道和居民区。

## 政治

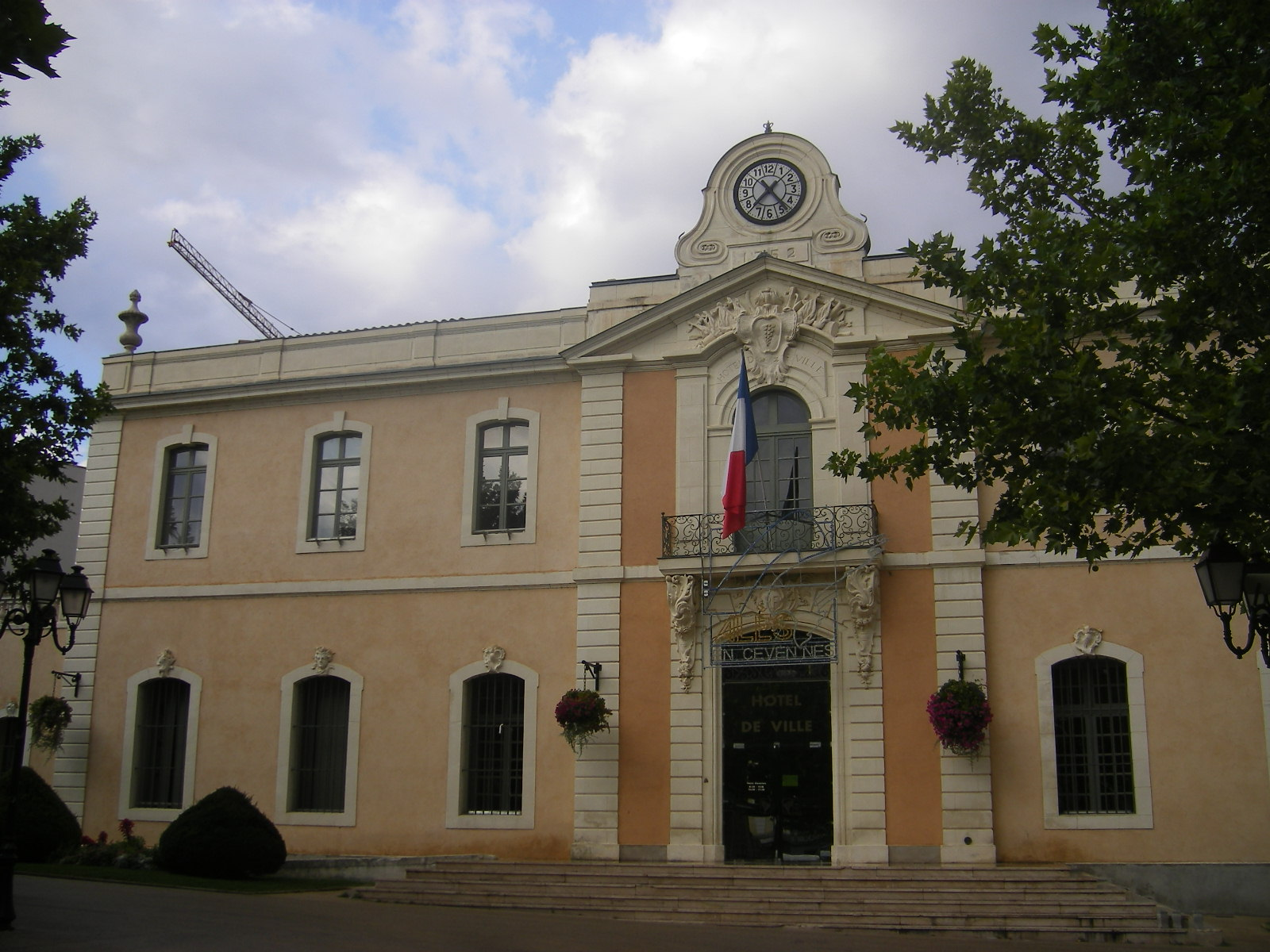
阿莱斯市政厅

阿莱斯的现任市长为马克斯·鲁斯唐先生，他是共和党的一名成员，在2020年的市政选举中获得了56.81%的支持率。
在2017年的法国总统大选中，法国第25任总统埃马纽埃尔·马克龙在阿莱斯获得了61.18%的支持率。
| 阿莱斯历届市长 |                   |                           |
| 任期           | 市长              | 党派                      |
| 1945年－1947年 | 加布里埃尔·鲁科特 | PCF法国共产党             |
| 1947年－1948年 | 保罗·贝沙尔       | SFIO工人国际法国支部      |
| 1948年－1953年 | 马塞尔·巴罗       | SFIO工人国际法国支部      |
| 1953年－1965年 | 保罗·贝沙尔       | SFIO工人国际法国支部      |
| 1965年－1985年 | 罗热·鲁科特       | PCF法国共产党             |
| 1985年－1989年 | 吉尔贝·米莱       | PCF法国共产党             |
| 1989年－1995年 | 阿兰·法布尔       | PS社会党                  |
| 1995年－       | 马克斯·鲁斯唐     | UMP人民运动联盟 →LR共和黨 |

## 人口
2017年，阿莱斯市镇人口数量为40,219，在法国排名第185位。其中男性18,393人，女性21,826人，75岁及以上人口占11.6%，外籍人口数量为11,177人，人口密度为1,737人/平方公里，当地居民被称为（男性）或（女性）。2018年，阿莱斯境内出生445人，死亡人口549人。
| 年份   | 1936   | 1946   | 1954   | 1962   | 1968   | 1975   | 1982   | 1990   | 1999   | 2006   | 2011   | 2016   | 2017   |
| ------ | ------ | ------ | ------ | ------ | ------ | ------ | ------ | ------ | ------ | ------ | ------ | ------ | ------ |
| 人口數 | 41,385 | 34,731 | 36,893 | 41,360 | 42,818 | 44,245 | 43,268 | 41,037 | 39,346 | 39,943 | 40,851 | 39,970 | 40,219 |

## 经济
阿莱斯是一个区域性的中心城市，当地共有各类用人单位6,468家，其中99.17%为中小型企业（PME），平均历史为16年，行政、医疗及社会服务是当地的主要就业岗位类型。

## 财政收入
2018年，阿莱斯的财政收入总额为40,942,400欧元，财政支出总额为34,650,300欧元，当年的债务总额为39,114,000欧元。
2014年，阿莱斯的人均月收入总额为2,375欧元，其中高职人员为3,781欧元，普通职员为1,732欧元。
2017年，阿莱斯境内的青壮年（15至64岁）失业率为27.1%，当地28.5%的家庭拥有纳税资格。

## 社会事务

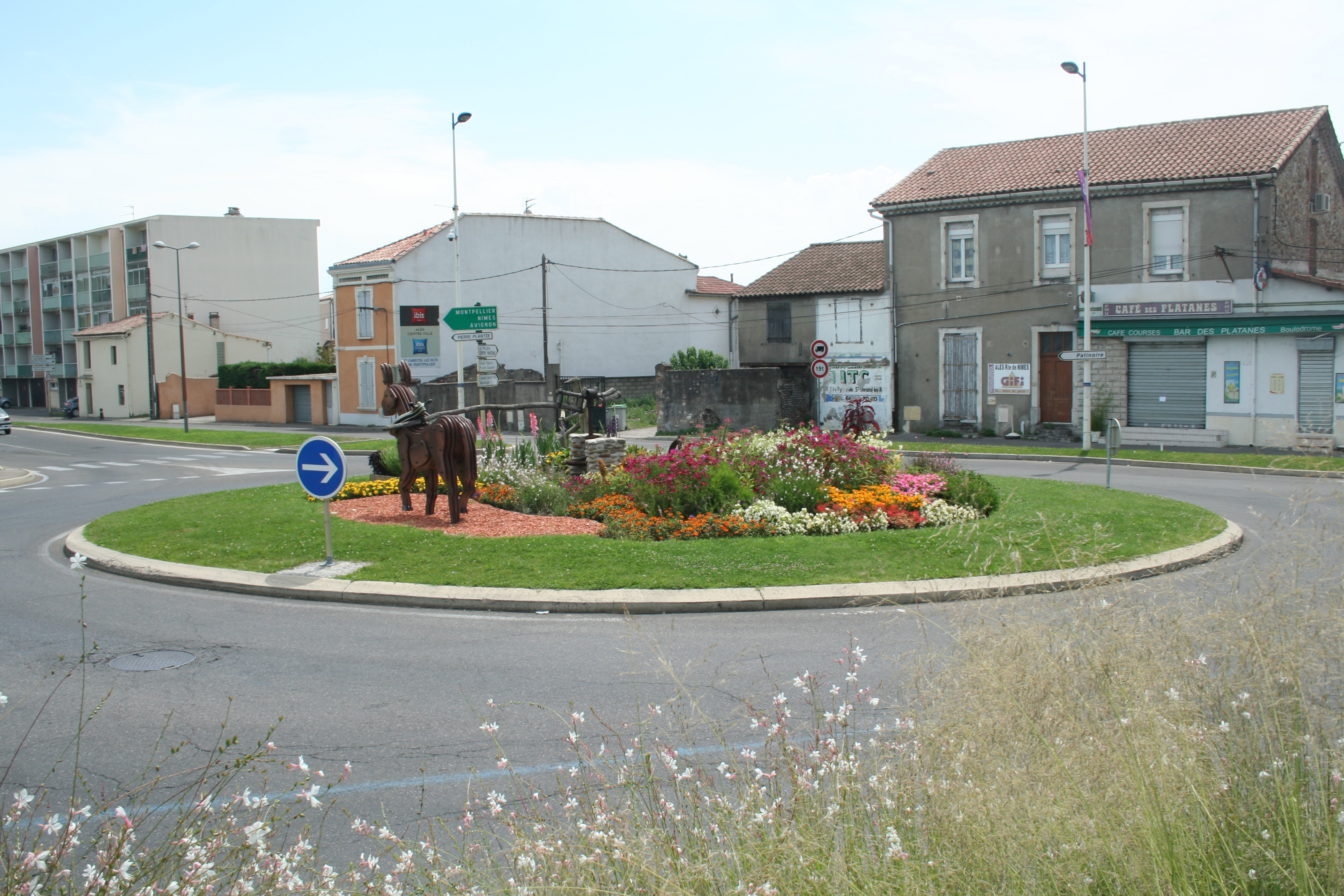
阿莱斯街头的一处环岛

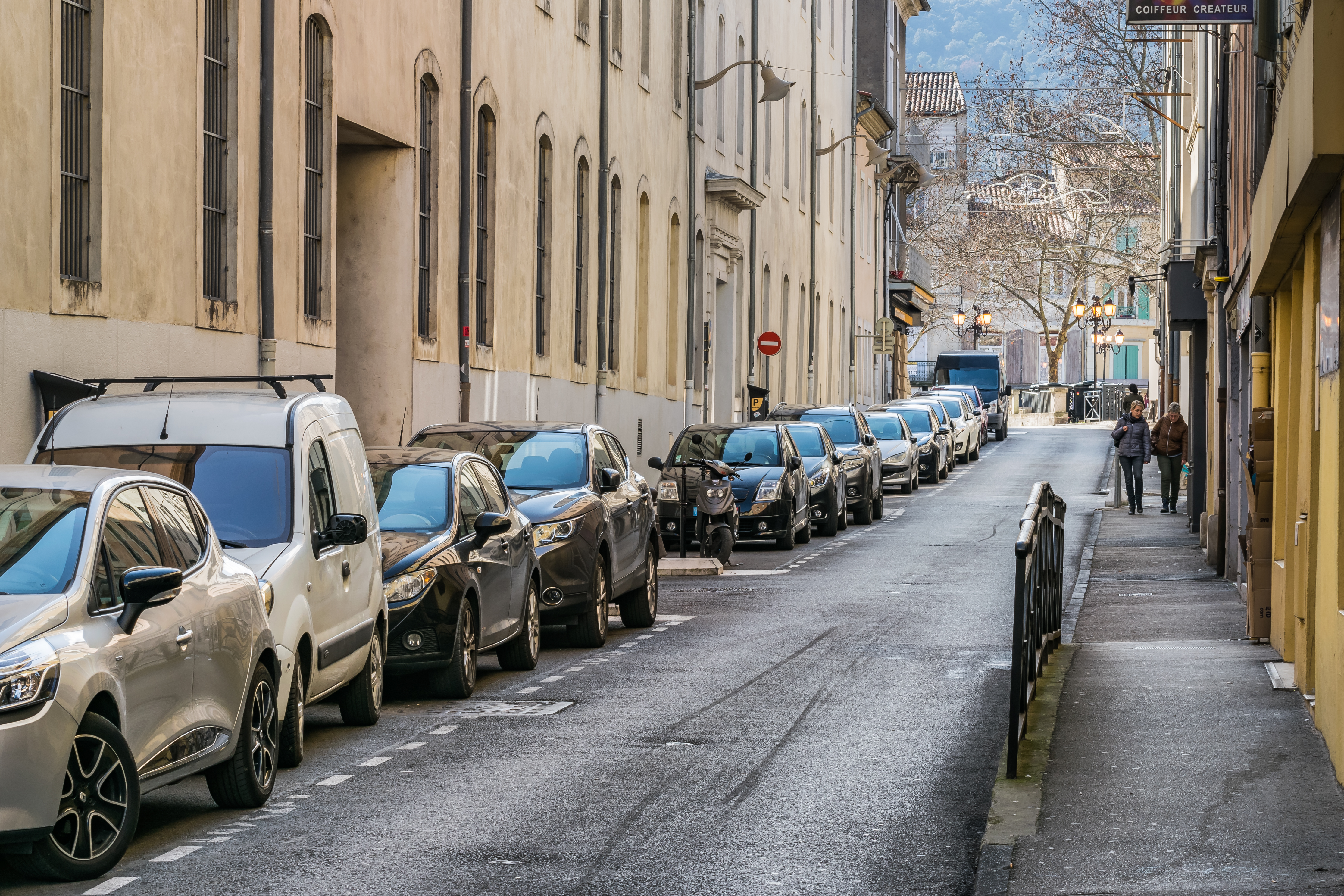
巴斯德街

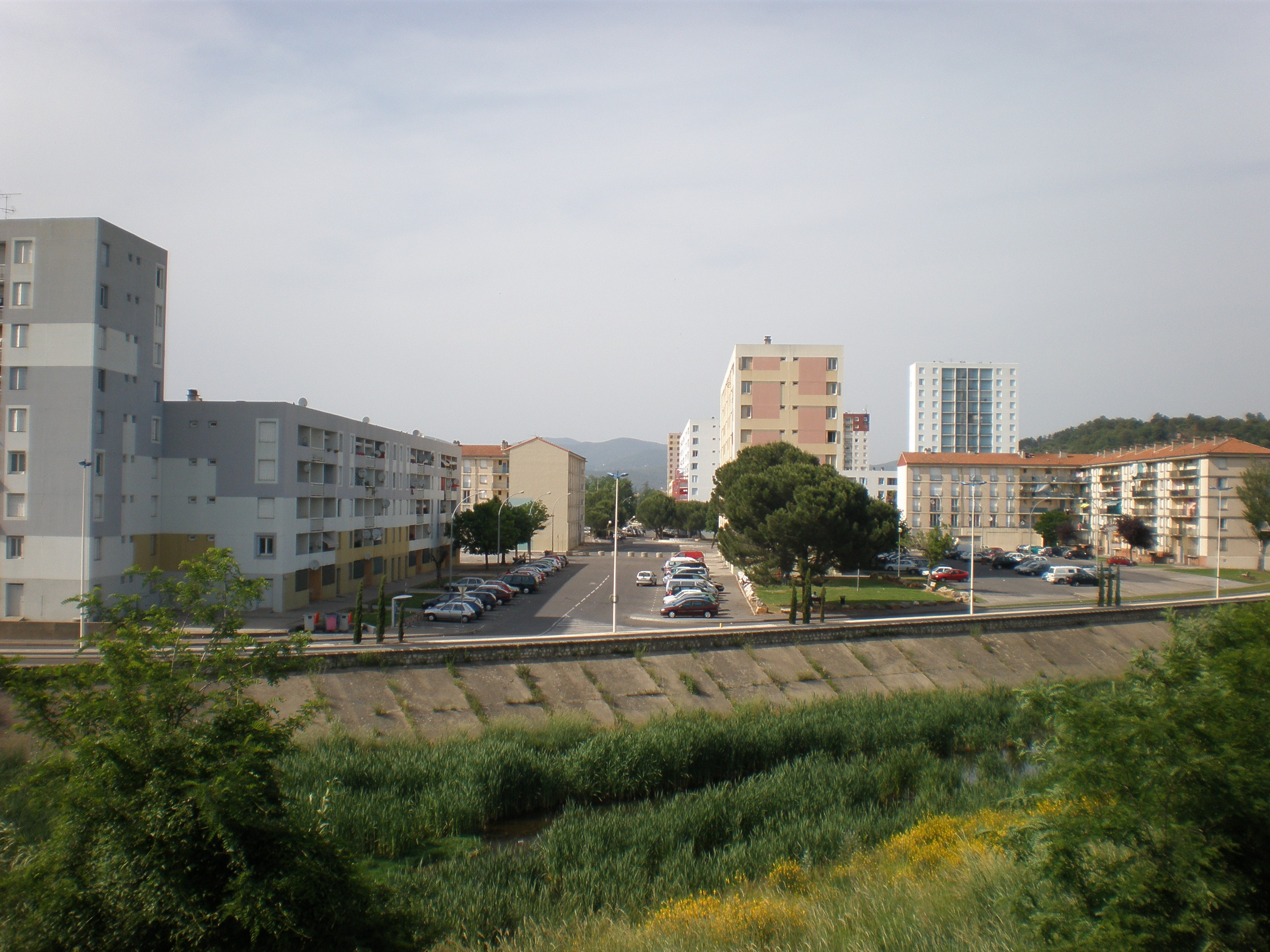
阿莱斯的现代居民区

### 教育
阿莱斯属于蒙彼利埃学区。截止2019年1月1日，阿莱斯境内共有9所幼儿园、18所小学、7所初级中学、3所普通高中和2所职业高中。2018至2019学年度，阿莱斯境内共有在校中小学生7,060名。
在高等教育方面，阿莱斯矿业学院是法国的一所工程师学校，亦是法国国立高等矿业电信学校联盟成员。

### 医疗
截止2019年1月1日，阿莱斯境内共有全科医生56名、保健师50名、牙医40名、护士102名、耳科医生2名、眼科医生5名、皮肤科医生2名、助产士9名、儿科医生1名和妇科医生6名。境内共有药房23家、养老院6家、残疾人帮扶中心10家。
阿莱斯中心医院，全名为“阿莱斯塞文山中心医院”（Centre Hospitalier Alès-Cévennes），是法国的一个区域性医疗系统，其主病区位于阿莱斯市区，设有床位857个，是当地规模最大的公立综合性医院。

### 住房
2017年，阿莱斯境内共有各类住房24,209套，其中86.3%为常住房屋。集中式居民区主要分布在市区西部。

### 商业
2018年，阿莱斯境内共有各类商铺3,332家，其中餐饮服务类1,438家。市区南部建有大型开放式商业街区。

### 体育
2019年，阿莱斯境内共有2家游泳池、6间健身房、2座综合体育场、6处网球场、1处马术场、9处足球或橄榄球场以及9处篮球或排球场。
阿莱斯奥林匹克是当地的一支足球队，成立于1923年，曾参与过六个赛季的法国足球甲级联赛，2020至2021赛季参加法國全國丙組聯賽（法丙），其主场皮埃尔·皮巴罗球场可同时容纳超过1万名观众，是当地规模最大的体育设施。1987年5月26日的法国杯半决赛中，阿莱斯主场迎战波尔多，该球场共接待1.7万名观众，刷新了其记录。

### 环境
阿莱斯的环境事务由其所属的公共社区负责。2018年，阿莱斯境内共有3家污染企业。

### 治安
2014年，阿莱斯及附近地区共发生各类案件3,347起，其中盗窃类案件2,253起，经济类案件281起，毒品交易类案件55起。

## 文化
2019年，阿莱斯境内共有2家剧场、1家电影院和2家博物馆。阿莱斯市政府提供多媒体中心，向公众全年开放。

### 建筑
阿莱斯境内有多处法国国家文物保护单位，其中阿莱斯圣让巴蒂斯德大教堂、阿莱斯城堡、唐佩拉斯斗兽场等为当地的代表性建筑物。

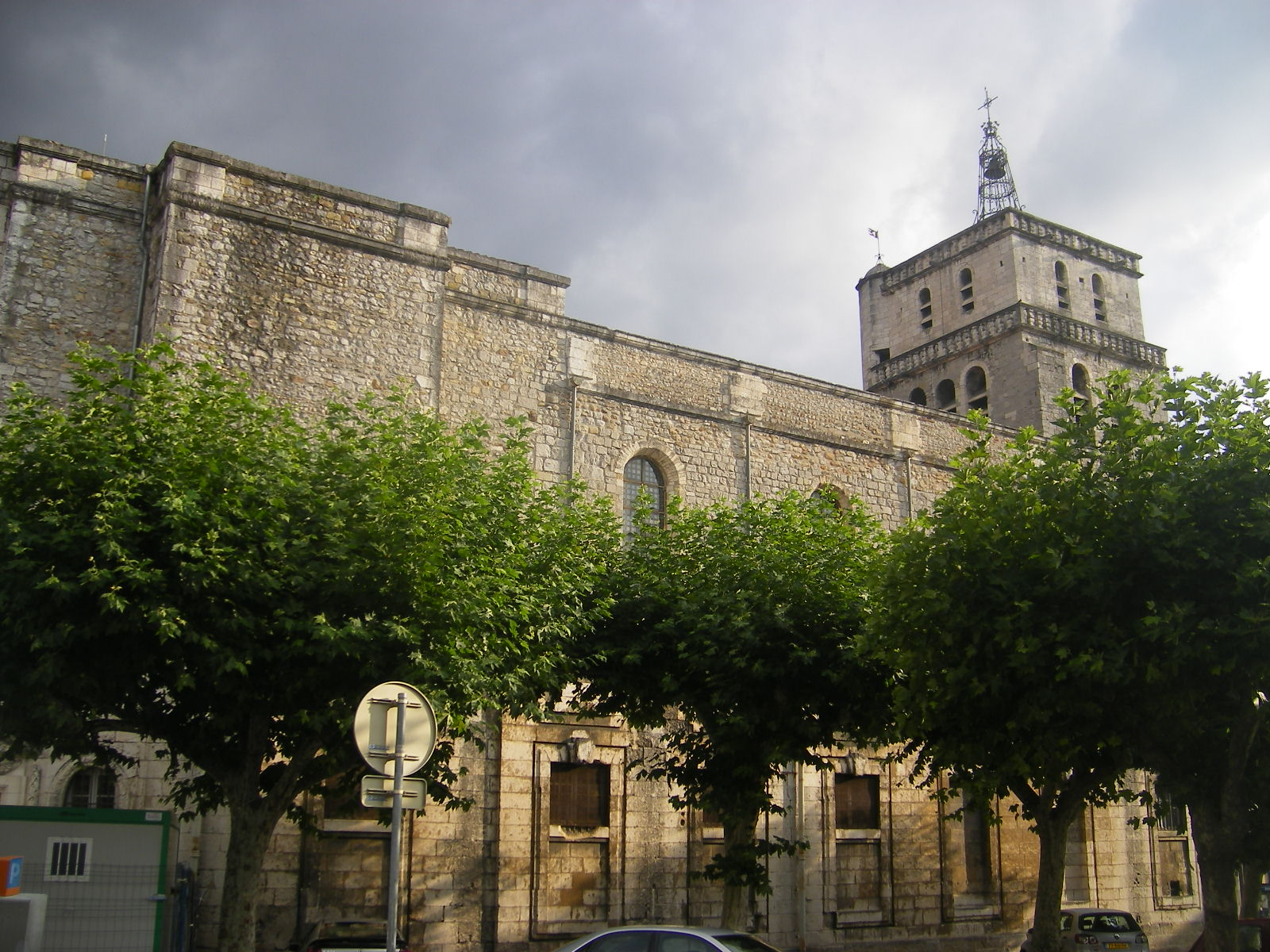
圣让巴蒂斯德大教堂（法语：Cathédrale Saint-Jean-Baptiste d'Alès）
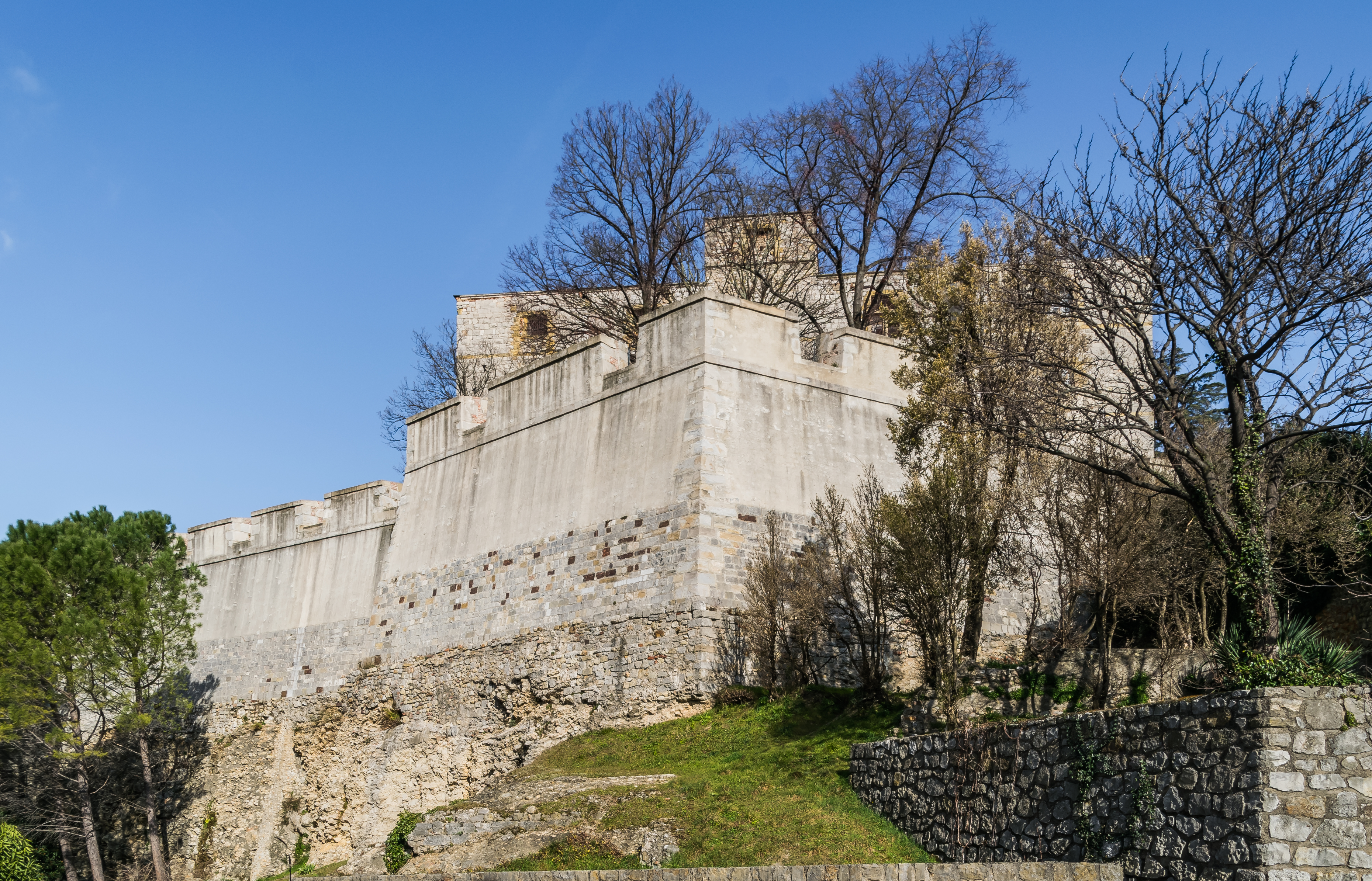
阿莱斯城堡（法语：Fort Vauban (Alès)）
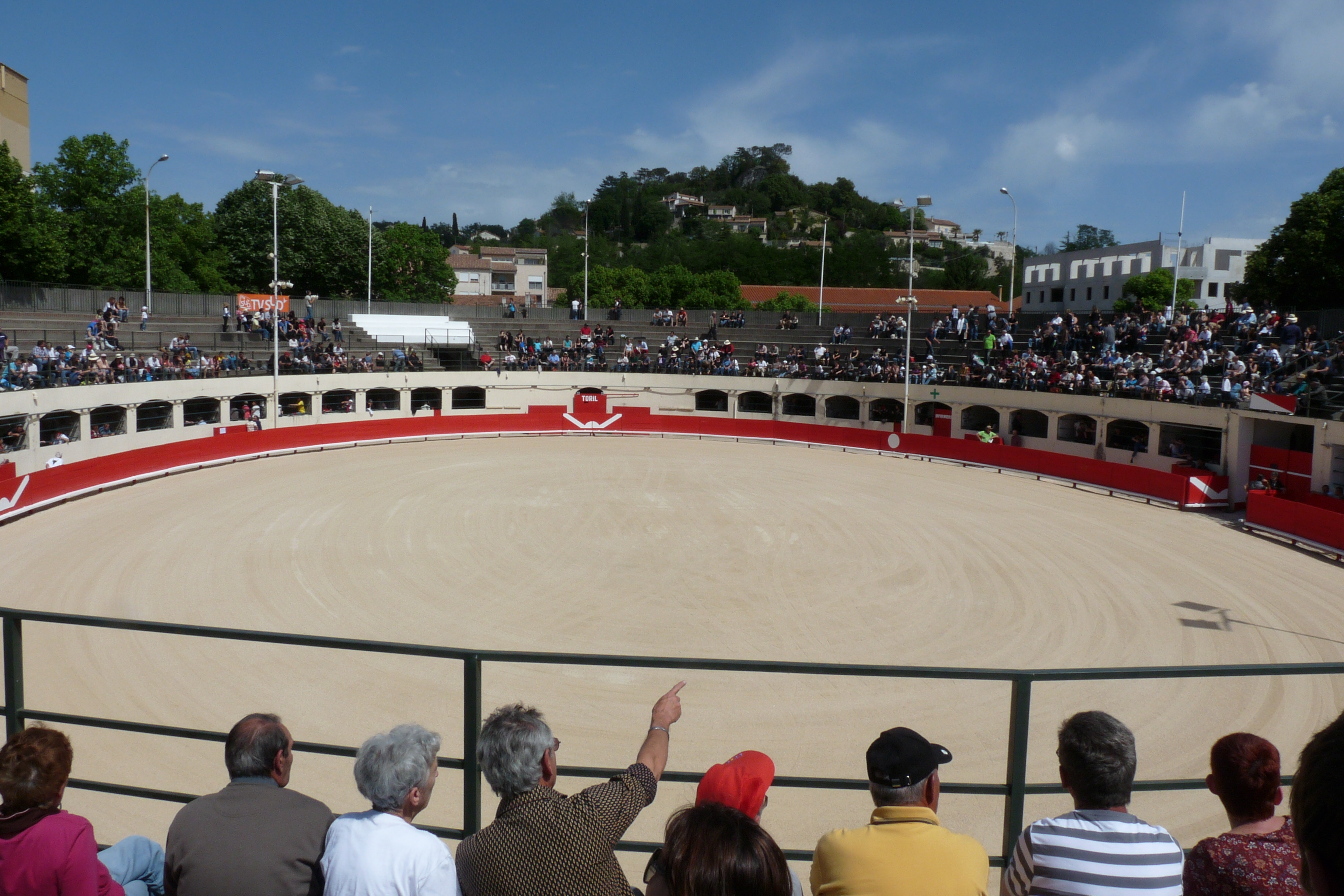
唐佩拉斯斗兽场（法语：Arènes du Tempéras）
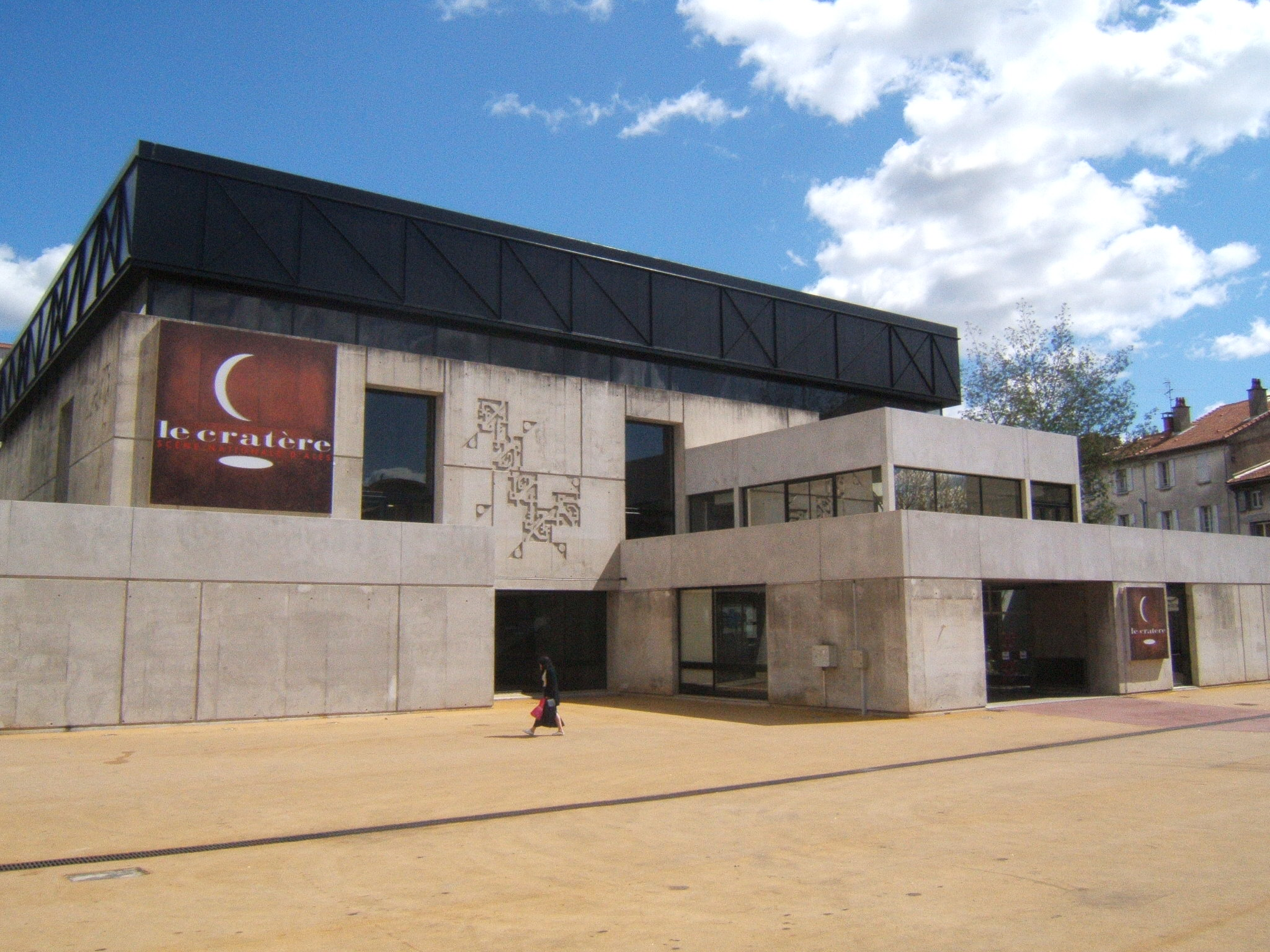
阿莱斯现代剧场

### 旅游
阿莱斯的旅游事务由其所属的公共社区负责。2020年夏季，阿莱斯城市圈公共社区联合阿莱斯旅游局在巴黎地铁大量投放阿莱斯城市宣传广告，并使用“阿莱斯，不缺新鲜空气的首府”（Alès, la capitale qui ne manque pas d'air）作为口号。
2020年，阿莱斯境内共有8家宾馆共计353间房间。

### 活动
阿莱斯每年3月举办塞文山电影节，每年6月举办阿莱斯歌曲狂欢节，每年12月举办圣诞集市。此外当地每周日上午举办跳蚤集市。

### 媒体
法国主要的媒体均可在阿莱斯接收，法国电视三台下属的奥克西塔尼大区频道在部分时段播出阿莱斯所属区域的地方新闻。

## 相关人物
法国植物学家弗朗索瓦·布瓦西耶、物理学家路易·勒普兰斯-兰盖、足球运动员羅倫特·白蘭斯和现代歌手朱利安·多雷出生于阿莱斯。

## 友好城市
截至2020年10月，阿莱斯共与三座城市互为友好城市关系：
- 比利时 埃斯塔勒
- 苏格兰 基爾馬諾克
- 捷克 比利纳